# Le Quotidien de Nouakchott
Le Quotidien de Nouakchott (El diario de Nouakchott) es uno de los seis periódicos de Mauritania que empezó a editarse en marzo de 2008 bajo la dirección de Moussa Samba Sy. Tiene una tirada de 2.000 ejemplares diarios.
En el verano de 2008 contaba con una plantilla de unos veinte periodistas y colaboradores. Inició su andadura gracias a la nueva ley sobre libertad de prensa, creándose también una editorial y manteniendo la perspectiva de crear una televisión y una agencia de noticias.